# Schloss Klebing

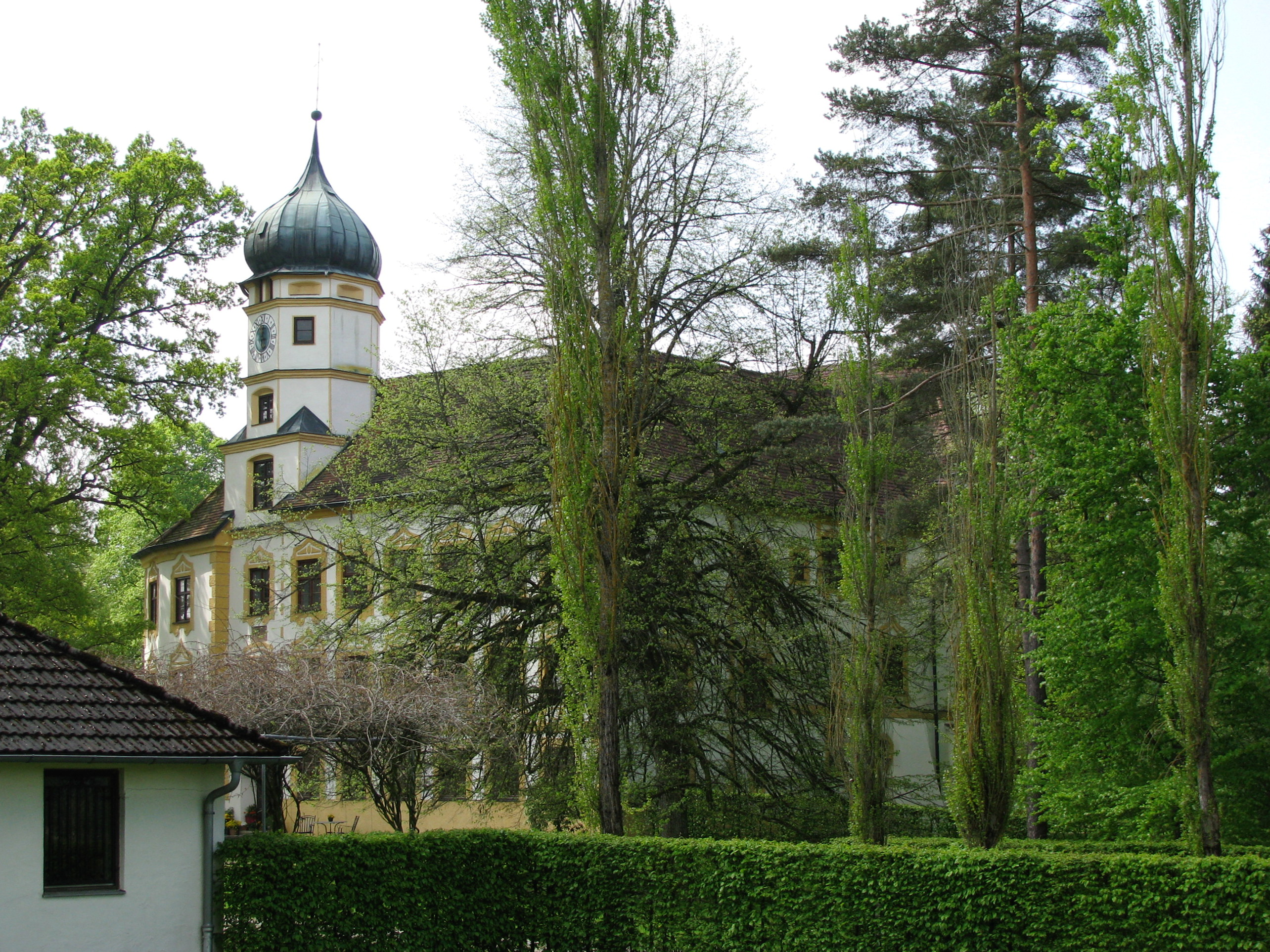
Schloss Klebing heute

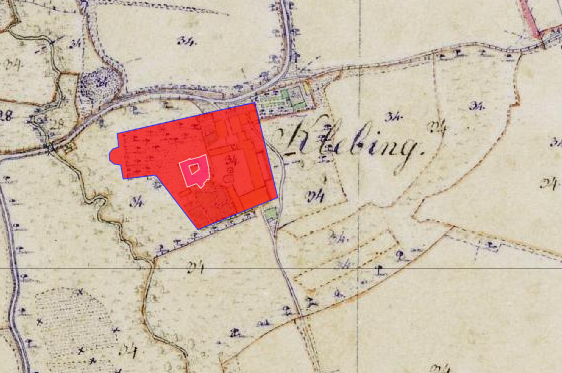
Lageplan von Schloss Klebing auf dem Urkataster von Bayern

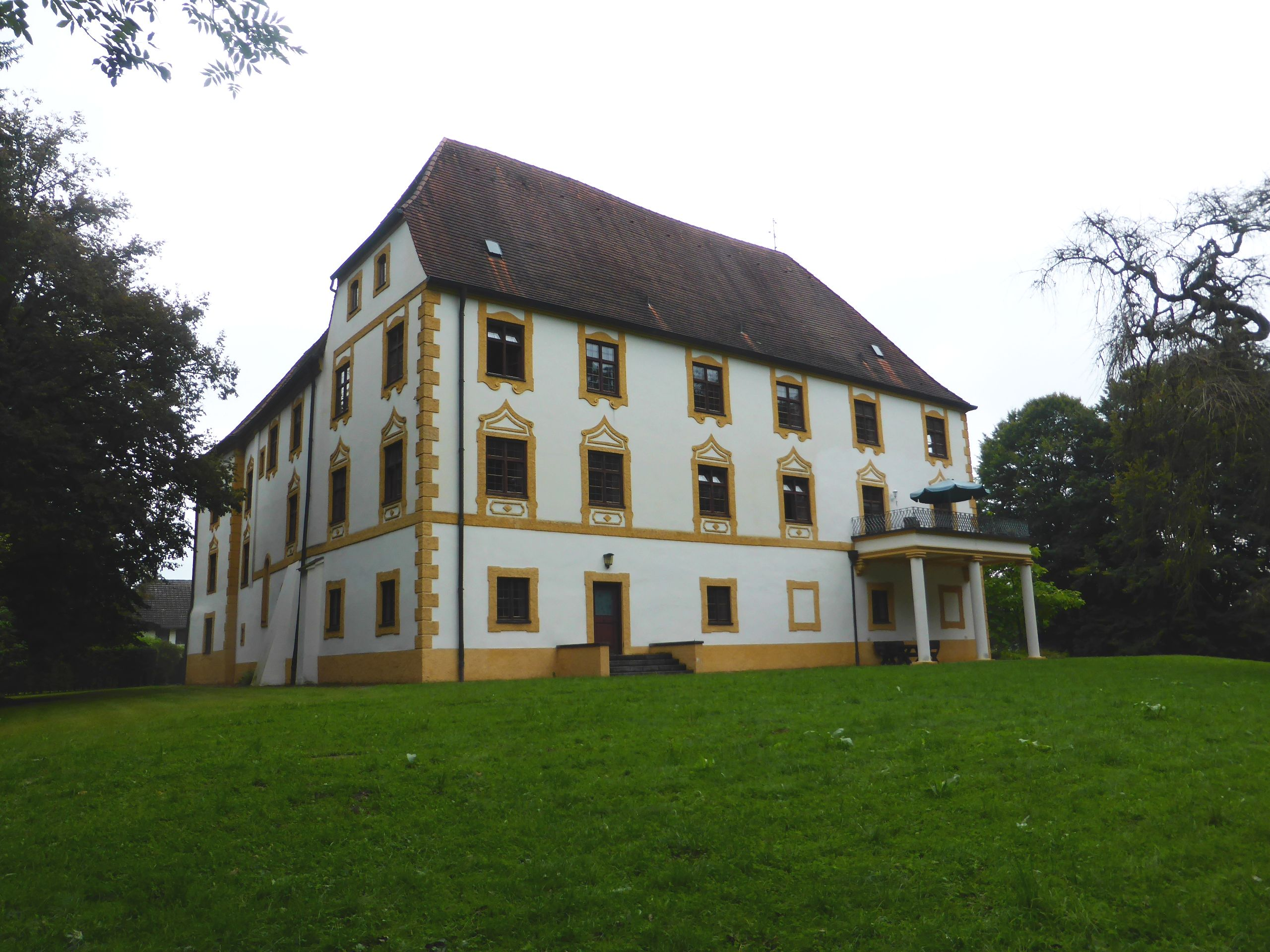
Schloss Klebing Gartenansicht

Das Schloss Klebing liegt in der Gemeinde Pleiskirchen im Landkreis Altötting von Bayern (Klebing 1). Es ist unter der Aktennummer D-1-71-127-49 als Baudenkmal verzeichnet. „Untertägige spätmittelalterliche und frühneuzeitliche Befunde im Bereich von Schloss Klebing und seiner Vorgängerbauten mit zugehörigem Wirtschaftshof“ werden zudem als Bodendenkmal unter der Aktennummer D-1-7641-0063 geführt.

## Geschichte
Der Name der Ortschaft Klebing taucht erst im 15. Jahrhundert mit dem Geschlecht der Reuter von Klebing auf, die in den Landtafeln 1463 bis 1528 als dort ansässig genannt werden. Die Hofmark Klebing war mit dem Sitz Güntering vereinigt. Nicht völlig sicher ist, ob Klebing ein Lehen des Erzbistums Salzburg war. Es wird vermutet, dass ein Pleidolf von Brucke, der Stifter der Pfarrei und der Kirche Pleidolfskirchen, auch der Gründer der Vorgängerbaues von Schloss Klebing ist; dieser Pleidolf ist in salzburgischen Urkunden von 1090 bis 1150 mehrfach bezeugt.
Bereits viel früher wird der ebenfalls in der heutigen Gemeinde Pleiskirchen liegende Sitz Güntering genannt. Als Ministerialensitz wird er in den von 1190 stammenden Traditionen von Kloster Baumburg unter dem Namen Goutheringen erwähnt. Der hier als Zeuge fungierende Meginhard von Güntering war vermutlich ein Ministeriale der Ortenburger oder des 1224 verstorbenen Grafen Heinrich von Dornberg; letzterer hat seine Güter zu Klebing der Salzburger Kirche vermacht. 1220 wird in den Ranshofer Traditionen bei einer Güterverschreibung ein Heinrich von Güntering als Zeuge genannt. Im Raitenhaslacher Begräbnisbuch zum Jahr 1276 sind ein Wilhelm von Güntering sowie ein Hartwic und sein 1288 verstorbener Sohn Ortloff genannt. 1304 verkaufen ein Haug von Güteringen und sein Sohn Ortolf zwei Güter zu Aichelberg an den Abt von Raitenhaslach. 1343 wird auch noch der Tod des forstners Hans von Gunthering erwähnt, der in herzoglichen Diensten stand.
In der Topographie Philipp Apians wird Klebing als nobilis dominus bezeichnet. Folgende Familien waren in der vereinigten Hofmark Klebing und Sitz Güntering ansässig: Reitter (Reuter) von Klebing (1463–1528), Sitz Güntering (1490); Tauffkircher zu Guttenburg (1528–1737), Sitz Güntering (1585); Freifrau von Mayrhofen, geborene Tauffkirchen (1752); Mayerhofer (seit 1779 Mayerhofer auf Grabenstätt und Niedernfels, Bastardnachkommen des Oberhofmeisters Josef Ferdinand Graf von Rheinstein und Tattenbach († 1801), auf diesen Letzten der Linie Tattenbach-Hausbach geht das Geschlecht der Edeln von Mayrhofen zurück) (um 1780).

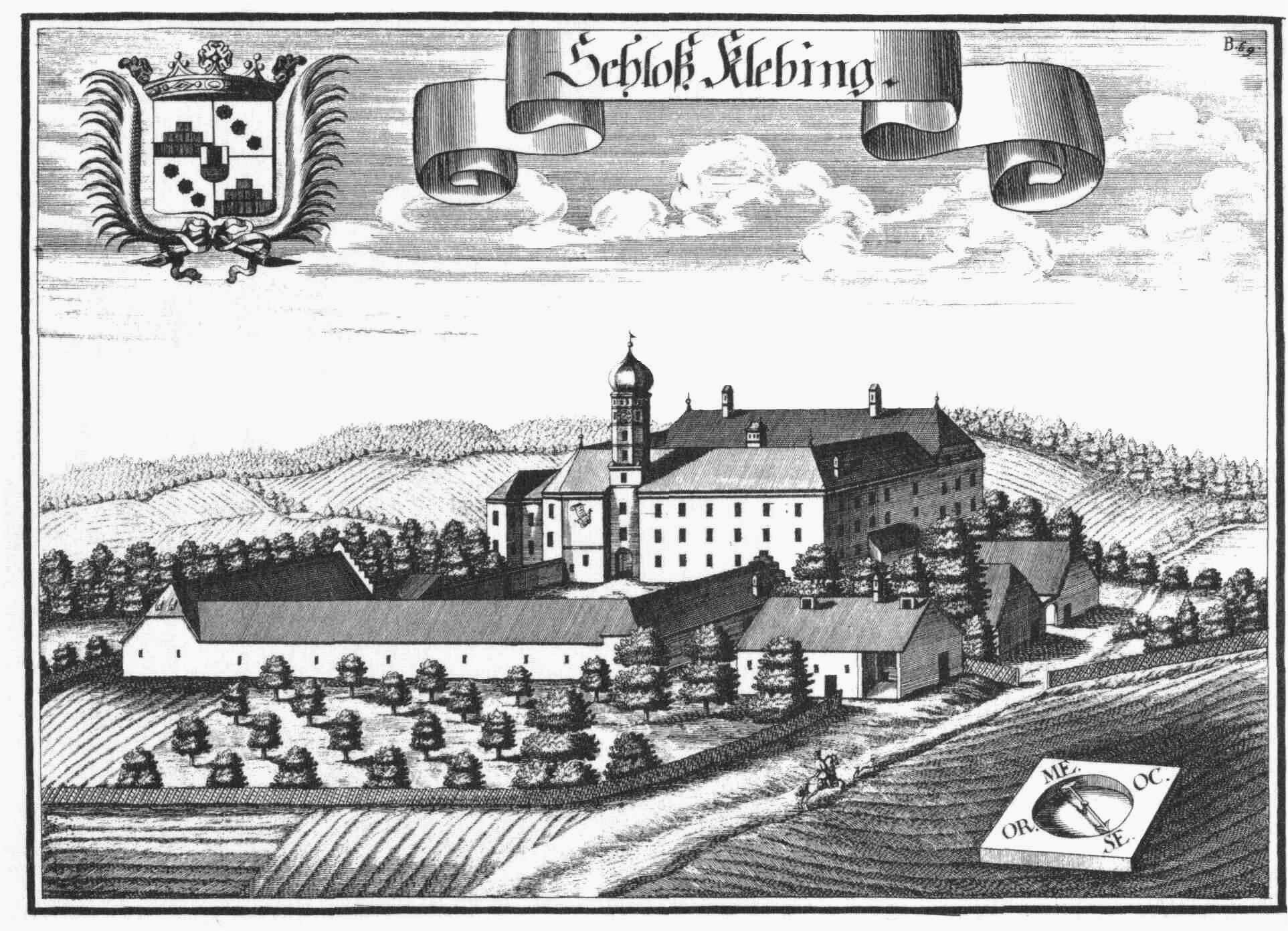
Schloss Klebing nach einer Radierung von Michael Wening von 1721

## Schloss Klebing einst und jetzt
Schloss Klebing ist barocker Neubau auf älterer Grundlage; das heutige Schloss stammt vermutlich aus der 2. Hälfte des 17. Jahrhunderts, errichtet wurde es von der Familie von Taufkirchen.
Heute ist Schloss Klebing eine Anlage mit vier Flügeln um einen trapezförmigen Hof mit einem oktogonalen Turm. An einer Seite des Hofes sind Lauben mit einer und einer halben Arkade. In beinahe sämtlichen Teilen ist die Anlage dreigeschossig. Zu dem Schloss gehört eine zweigeschossige Schlosskapelle aus der gleichen Zeit, die in einem Schlossflügel eingebaut ist.
Das Schloss befindet sich in Privatbesitz und ist nicht öffentlich zugänglich.